# Denatoniu
Denatoniul (uzual sub formă de benzoat de denatoniu, cu denumirea comercială originală Bitrex) este cel mai amar compus chimic cunoscut, cu limită de amărăciune de 0,05 ppm pentru benzoat și 0,01 ppm pentru zaharinat. A fost descoperit în 1958 în timpul cercetărilor asupra anestezicelor locale de către T. & H. Smith din Edinburgh, Scoția.
Diluții de numai 10 ppm prezintă un gust insuportabil de amar pentru majoritatea oamenilor. Sărurile de denatoniu sunt de obicei solide incolore și inodore, dar sunt adesea comercializate sub formă de soluții. Acestea sunt utilizate ca agenți de denaturare, iar gustul intens amar are rolul de a preveni ingestia necorespunzătoare (de exemplu, în alcool industrial). Denatoniul este utilizat în alcoolul denaturat, antigel, preparate preventive pentru roaderea unghiilor, teste de potrivire a măștilor de respirat, repelenți pentru animale, săpunuri lichide, șampoane și carduri de joc Nintendo Switch pentru a preveni înghițirea accidentală sau sufocarea de către copii. Nu este cunoscut ca prezentând riscuri pe termen lung pentru sănătate.
Denumirea sa provine de la faptul că este utilizat pentru a denatura anumite lichide, precum etanolul.